# Польське кардіологічне товариство
Польське кардіологічне товариство (пол. Polskie Towarzystwo Kardiologiczne) — польське наукове товариство, засноване в 1954 році.

## Опис діяльності
Відповідно до Статуту, метою створення та діяльності даного Товариства є:
- профілактика та боротьба із захворюваннями серця і судин;
- поширення знань серед медичних працівників та населення про здобутки кардіології та кардіохірургії;
- ініціювання та підтримка наукових досліджень в області серцево-судинних захворювань;
- взаємодія з державними органами, засобами масової інформації та іншими громадськими організаціями з метою поліпшення кардіологічної допомоги в Польщі[1].

### Проведення тематичних заходів
Товариство:
- організовує проведення конгресів, наукових конференцій, а також виставок, концертів, публічних читань і презентацій для ознайомлення суспільства з проблемами серцево-судинних захворювань та їх профілактикою;
- бере участь в різних формах післядипломного навчання медичних працівників;
- оголошує конкурси і присуджує нагороди за видатні роботи в області кардіології;
- здійснює видавничу діяльність[1].

### Склад
До складу Товариства входять 19 територіальних філій і 21 наукова секція. На даний час нараховується близько 5500 членів (дані на 2020 рік).

### Видавнича діяльність
Починаючи з 1957 року, Товариством видається щомісячний науковий журнал «Kardiologia Polska».

### Міжнародна співпраця
Товариство є членом Європейського кардіологічного товариства (англ. European Society of Cardiology і Всесвітньої федерації серця (англ. World Heart Federation).

### Сьогодення
Головою Товариства є доктор наук Адам Вітковський.
Актуальна інформація про діяльність Товариства публікується на сайті www.ptkardio.pl.